# آل شبوان

تعديل مصدري - تعديل

عزلة ال شبوان هي إحدى عزل مديرية مأرب في محافظة مأرب اليمنية ويبلغ تعداد سكانها 6112 نسمة حسب التعداد السكاني في اليمن لعام 2004.

## روابط خارجية
- المركز الوطني للمعلومات باليمن
- الجهاز المركزي للإحصاء بالجمهورية اليمنية
- World Gazetteer:Yemen
- الدليل الشامل